# Siv Andersson
Siv Gun Elisabeth Andersson, född 10 september 1959, är en svensk professor i molekylär evolution vid Uppsala universitet. Hon är även ansvarig för beredning av projektanslag vid Knut och Alice Wallenbergs stiftelse.

## Biografi
Andersson växte upp i Horndal i Dalarna, hennes mor var hemsamarit och fadern var skogsarbetare. Hon har berättat för Tidningen Curie att hon börjat läsa biologi eftersom hon i tonåren blivit intresserad av arvsmassan som ett verktyg för att förstå livets uppbyggnad. År 1990 disputerade hon i molekylärbiologi vid Uppsala universitet. Andersson sökte senare ett stipendium från EMBO för att kunna forska i USA, men blev istället rekommenderad av intervjuaren till en tjänst som postdoktor vid Universitetet i Cambridges molekylärbiologiska laboratorium och hon fick senare tjänst vid Columbia University i New York.
Hennes forskning gäller utvecklingen av genuppsättningen hos bakterier. Hennes forskargrupp vid Uppsala universitet fick uppmärksamhet internationellt 1998 då de publicerade en kartläggning av hela arvsmassan hos Rickettsia prowazekii som man sekvenserat på egen hand utan att delta i något större internationellt projekt. Det blev den första svenska kartläggningen av en bakteries hela genom. År 2000 utsågs hon till professor i molekylär evolution vid Uppsala universitet. Under tiden var hon mellan 1999 och 2002 chef för Linnécentret för bioinformatik vid Uppsala universitet. Hon är även sedan 2018 ansvarig för beredning av projektanslag vid Knut och Alice Wallenbergs stiftelse, efter att i flera år dessförinnan varit aktiv i stiftelsens vetenskapliga råd.
Hon är medförfattare till över 130 studier som citerats mer än 11 000 gånger totalt med ett h-index (2023) på 51.

## Utmärkelser
- 2000 - Invald i Kungl. Ingenjörsvetenskapsakademien.[1]
- 2002 - Letterstedtska priset för maktpåliggande undersökningar bland annat för "en artikel i tidskriften Nature 1998, där den fullständiga genomsekvensen för den intracellulära parasiten Rickettsia prowazekii rapporteras."[7]
- 2004 - Invald i EMBO
- 2005 - Invald i Kungliga Vetenskapsakademien med nummer 1514, i klassen för biologiska vetenskaper.[5]
- 2005 - Göran Gustafssonpriset i molekylär biologi.[8]
- 2005 - Anslag för "excellent forskning" från Vetenskapsrådet om 44 miljoner (tillsammans med prof. Hans Ellegren).[9]
- 2011 - Wallenberg Scholar.[10]
- 2017 - Förlängningsanslag från Knut och Alice Wallenbergs stiftelse om 75 miljoner (tillsammans med prof. Gunnar von Heijne).[11]